# تابيا دي كاسارييغو
بلدية تابيا دي كاسارييغو (بالإسبانية: Tapia de Casariego) هي بلدية تقع في منطقة أستورياس شمال غرب إسبانيا.

## الديموغرافيا
بلغ عدد سكان بلدية تابيا دي كاسارييغو 4.045 نسمة عام 2011 (وفقاً للمعهد الوطني للإحصاء الإسباني).
| 4.455 | 4.394 | 4.358 | 4.290 | 4.254 | 4.186 | 4.045 |